# Chelmsford City Football Club
Chelmsford City Football Club é um clube de futebol profissional da Inglaterra, com sede na cidade de Chelmsford, Essex. Fundado em 1938 (87 anos), atualmente disputa a National League South, equivalente à sexta divisão do futebol inglês. Chelmsford City disputa seus jogos em casa no Melbourne Stadium, o qual tem capacidade para 3 000 pessoas. Rod Stringer é o atual treinador do clube.

## Títulos

### Liga
- Isthmian League Premier Division: 1

2007–08
- Southern Football League: 4

1939–40 (dividido), 1945–46, 1967–68, 1971–72
- Southern Football League Division One South: 1

1988–89
- London League: 1

1930–31
- Middlesex County League 1

1923–24

### Copa
- East Anglian Cup: 3

1924–25, 1926–27, 1928–29
- Eastern Floodlight Cup: 6

1966–67, 1974–75, 1977–78, 1981–82, 1982–83, 1986–87
- Essex Professional Cup: 5

1957–58, 1969–70, 1970–71, 1973–74, 1974–75
- Essex Senior Cup: 7

1892–93, 1901–02, 1985–86, 1988–89, 1992–93, 2002–03, 2008–09
- Non-League Champions Cup: 1

1971–72
- Southern Football League Cup: 3

1945–46, 1959–60, 1990–91